# Henri de Perponcher Sedlnitsky
 Henri Georges de Perponcher-Sedlnitsky  est un général et diplomate du XIXe siècle qui combattit pour les Hollandais et les Anglais.

## Famille
Il était le fils de Cornelis, baron de Perponcher-Sedlnitsky (dont le père descendait d'une vieille famille hollandaise huguenote et la mère d'une vieille famille noble tchèque, les Sedlnitsky). Le roi Guillaume Ier des Pays-Bas anoblit les Perponcher-Sedlnitsky en 1815 et les élève au rang de comte héréditaire en 1825. Il a épousé la comtesse Adélaïde Van Reede le 2 octobre 1816 et eurent trois enfants, dont l'un fut membre du gouvernement royal de Prusse.

## Carrière
Cadet dans un régiment de dragons néerlandais en 1788, capitaine en 1792, aide-de-camp du prince Guillaume Georges Frédéric d'Orange-Nassau, fils du Stadhouder. Il prit part aux engagements contre la République française lors de la Première Coalition et sauva la vie du Prince Frédéric le 13 septembre 1793 à Wervick. Avec la proclamation de la République batave, il suit le prince au service de l'Autriche. Il fut blessé au siège de Kehl.

## Au service du Royaume-Uni
À la mort de son protecteur à Padoue en 1799, il obtint un commandement anglais dans régiment léger qui combattit en Égypte. Blessé à la bataille d'Alexandrie, il fut promu major dans le régiment Dillon puis fut muté à Malte. Colonel de la Légion Lusitanienne il ne prit pas part à des combats dans la péninsule. Alors chef d'état-major de James Saint-Clair Erskine of Rosslyn pendant l'Expédition de Walcheren et dut combattre ses compatriotes du Royaume de Hollande. Il prit congés des armées britanniques et devint actif parmi les cercles Orangistes. Soldé par le prince souverain comme général dans la nouvelle armée naissante, il fit le siège de la forteresse d'Anvers et après la Paix de Paris devint ministre plénipotentiaire à la cour de Prusse.

## Campagne desCent-Jours
Il est ainsi commandant de la deuxième division néerlandaise ; il assiste à la bataille des Quatre Bras et celle de  Waterloo. Alors qu'il recevait un ordre de repli de Wellington, avec Jean-Victor de Constant-Rebecque ils décident que les troupes bataves resteraient sur place et furent repoussés par Ney. Faisant partie de la brigade Bylandt à Waterloo, ils se conduisirent bien et il fut décoré de l'ordre de Guillaume.
Il continue sa carrière à la cour prussienne jusqu'en 1842.
Il est inhumé au cimetière français de Berlin, division I.